# 威爾福德 (愛達荷州)
威爾福德（英語：Wilford）是位於美國愛達荷州弗里蒙特縣的一個非建制地區。該地的面積和人口皆未知。

## 地理
威爾福德的座標為43°54′46″N 111°40′40″W / 43.91278°N 111.67778°W，而該地的平均海拔高度為1507米（即4944英尺）。